# Білоруський військовий округ
Білору́ський військо́вий о́круг — одиниця військово-адміністративного поділу у СРСР, а згодом у Білорусі.

## Історія

### Командування
- Командувачі:
  - Алібегов І.Я. (11.1918 — 08.1919);
  - Каменщиков В.В. (08.1919 — 11.1919);
  - Богданов Михайло Сергійович (11.1919 — 11.1920);
  - Корк Август Іванович (11.1925 — 05.1927);
  - Єгоров Олександр Ілліч (05.1927 — 04.1931);
  - командарм 1 рангу Уборевич Ієронім Петрович (04.1931 — 06.1937);
  - командарм 1 рангу Бєлов Іван Панфилович (06.1937 — 12.1937);
  - командарм 2 рангу Ковальов Михайло Прокопович (04.1938 — 07.1940);
  - генерал-полковник танкових військ Павлов Дмитро Григорович (07.1940 — 06.1941);
  - генерал-лейтенант Курдюмов Володимир Миколайович (06.1941 — 08.1941);
  - генерал-лейтенант Яковлєв Всеволод Федорович (10.1943 — 02.1945);
  - генерал-лейтенант Шевалдін Трифон Іванович (02.1945 — 07.1945);
  - генерал-лейтенант Разуваєв Володимир Миколайович (07.1945 — 02.1946);
  - Маршал Радянського Союзу Тимошенко Семен Костянтинович (02.1946 — 03.1946);
  - генерал-полковник Трофименко Сергій Георгійович (04.1946 — 03.1949);
  - Маршал Радянського Союзу Тимошенко Семен Костянтинович (03.1949 — 04.1960);
  - генерал-полковник Комаров Володимир Миколайович (04.1960 — 07.1961);
  - генерал армії Пеньковський Валентин Антонович (07.1961 — 07.1964);
  - генерал-полковник Маряхін Сергій Степанович (07.1964 — 09.1967);
  - генерал-полковник Третяк Іван Мойсейович (09.1967 — 06.1976);
  - генерал-полковник Зайцев Михайло Митрофанович (06.1976 — 11.1980);
  - генерал армії Івановський Євген Пилипович (12.1980 — 02.1985);
  - генерал-полковник Шуральов Володимир Михайлович (02.1985 — 01.1989);
  - генерал-полковник Костенко Анатолій Іванович (01.1989 — 05.1992);